# Natanz

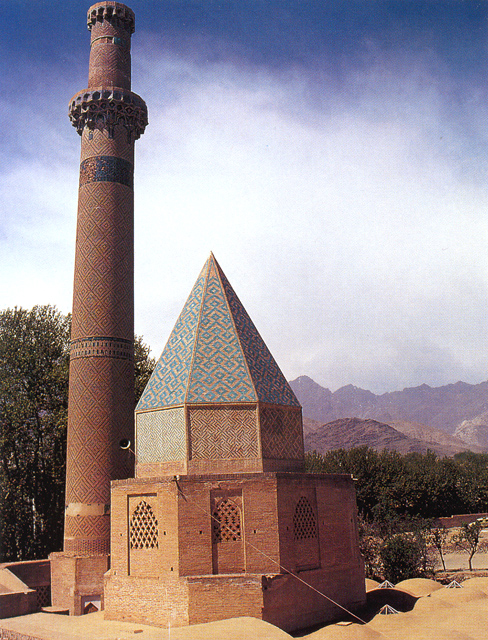
Grab des Abd as-Samad, 1307/08

Natanz oder Natans (persisch نطنز, DMG Naṭanz) ist eine Stadt in der trockenen Landesmitte Irans, in der Provinz Isfahan, etwa 225 km südsüdöstlich von Teheran. In den Oasen wird Obst angebaut, wobei vor allem die Birnen in ganz Iran begehrt sind.

## Lage
Natanz liegt an der Ostflanke des Kuhrud-Gebirges, etwa auf einem Drittel des Weges zwischen dem Salzsee Namak und der Großstadt Isfahan, zu deren Provinz sie gehört. Ihre wichtigste Verkehrsverbindung ist die südöstlich verlaufende Fernstraße Qom-Kaschan-Isfahan, während die Eisenbahnlinie etwa 10 km östlich über den Bahnknotenpunkt der Oasenstadt Badrud (33° 42′ N, 52° 1′ O) verläuft. 
Die Bezirksstadt Kaschan liegt etwa 40 km nordwestlich. Über die Region verteilt befinden sich Schreine, wie das Grabmal für den Sufi-Scheich Abd as-Samad al-Isfahani, den ihm ab 1304 sein Schüler, der Wesir der Ilchane Zain al-Din Mastari, errichtet hat.
Einige Gipfel des 700 km langen Kuhrud-Gebirges sind 10 bis 20 km von der Stadt entfernt; ihr höchster ist der Kuh-e Karkas (3896 m). Dort soll 330 v. Chr. Dareios III., der letzte Großkönig aus der Dynastie der Achämeniden, erschlagen worden sein. Die Geschichtsschreibung jedoch lokalisiert den Ort, an dem Dareios III. von seinem Verwandten, dem Satrapen Bessos, ermordet wurde, in der Nähe von Ahevanu (35° 46′ N, 53° 44′ O) in der Provinz Semnan, weit östlicher und nördlicher als Natanz. Das kühle Hochgebirgstal ist eine von Kanälen durchzogene, fruchtbare Bewässerungsoase, deren grüne Obstbäume einen Kontrast zur sich östlich anschließenden Salzwüste Dascht-e Kawir bilden.

## Stadtbild
Die Stadt hat etwa 11.000 Einwohner und der Distrikt gleichen Namens knapp 47.000.
Aus der sassanidischen Zeit stammt ein Tschahar Taq und die Reste einer Festung. Die Ilchaniden hinterließen die kleine Moschee Kucha Mir mit einem seldschukischen Stuckmihrab aus dem 12. Jahrhundert. Eine Karawanserei aus der Zeit der Safawiden wird Anfang des 17. Jahrhunderts datiert. Das Mausoleum von Mir Sayed Vaghef ist ein Grabbau für einen von zahlreichen verehrten Männern der Region. Die große Freitagsmoschee hinter dem Markt wurde im 14. Jahrhundert erbaut. Das bedeutendste Monument der Stadt ist das 1307/08 erbaute Mausoleum von Scheich Abd as-Samid neben der Freitagsmoschee. Das freistehende Minarett neben dem Mausoleum ist der weithin sichtbare Blickfang in der Ortsmitte. Das Portal einer 1304 erbauten Moschee ist der Eingang zum Gebäudekomplex, dessen Bauten auf unterschiedlichen Ebenen und Winkeln zueinander angeordnet sind. Die Moschee besteht aus vier Iwanen um einen zentralen Hof. Südlich grenzt ein oktogonaler Kuppelbau mit einem Mihrab an.
Seit dem Bau der nahegelegenen Urananreicherungsanlage hat die Bevölkerung zugenommen und die Grundstückspreise haben sich verfünffacht. Jedoch fürchtet man um den Tourismus. Die Neubaugebiete sollen sich auf der der Anlage abgewandten westlichen Seite der Stadt befinden.

## Umgebung

### Abyāneh
Das Oasendorf Abyāneh (33° 35′ N, 51° 36′ O) liegt im Südosten von Natanz in der Flanke des Kuh-e Karkas. Die Häuser erstrecken sich stufenförmig den steilen Berghang hinauf. Da sie aus Lehmziegeln bestehen, die aus der roten Erde der Gegend gemacht wurden, wird Abyāneh das Rote Dorf genannt. Es ist eine beliebte Sommerresidenz für die Bewohner von Teheran und wird von vielen Reisegruppen aufgesucht. Bis zur Einführung der Zwölfer-Schia als Staatsreligion durch den Safawiden-Schah Ismail I. war es überwiegend von Anhängern des altpersischen zoroastrischen Glaubens bewohnt. 
Obwohl viele Bewohner damals nach Indien oder Yazd auswanderten, haben sich noch Gebräuche wie Kleidermoden (die Frauen tragen bunte Kleider statt des in Iran häufig vorherrschenden Schwarz) und sogar der alte Dialekt erhalten. Die Hauptstraße führt durch die Ruinen eines ehemaligen zoroastrischen Feuertempels. Auf den Bergen um das Dorf finden sich weitere Ruinen zoroastrischer Bauten und eine Festung aus der Zeit der Ilchane.

### Komshecheh-Mine
In einer Bergregion etwa 30 km östlich befindet sich die Komshecheh-Mine (33° 14′ 0″ N, 52° 3′ 0″ O), eine bedeutende Lagerstätte für die Minerale Fluorit und Baryt (Fluss- und Schwerspat). Ersterer ist in einer sattelförmigen Großfalte einer Kalk- und Dolomit-Bildung besonders gut kristallisiert. Mengenmäßig ist der Baryt-Abbau von größerer wirtschaftlicher Bedeutung.

### Nuklearanlage
Die Stadt wurde international vor allem durch die nahe gelegene unterirdische Atomanlage Natanz zur Uran-Anreicherung bekannt (33° 43′ 29″ N, 51° 43′ 29″ O), die 2002 im Zuge von Atominspektionen der IAEO entdeckt wurde (siehe Iranisches Atomprogramm).

## Klima
|                       | Jan  | Feb  | Mär  | Apr  | Mai  | Jun  | Jul  | Aug  | Sep  | Okt  | Nov  | Dez  |   |       |
| Mittl. Tagesmax. (°C) | 6,0  | 9,0  | 13,1 | 20,0 | 25,0 | 30,9 | 33,5 | 33,1 | 28,5 | 21,7 | 13,5 | 8,3  | ⌀ | 20,3  |
| Mittl. Tagesmin. (°C) | −1,7 | −0,1 | 3,8  | 10,1 | 14,4 | 20,0 | 23,0 | 22,4 | 18,3 | 12,4 | 5,4  | 0,8  | ⌀ | 10,8  |
|                       |      |      |      |      |      |      |      |      |      |      |      |      |   |       |
| Niederschlag (mm)     | 34,0 | 23,2 | 43,3 | 28,6 | 19,8 | 2,1  | 0,5  | 0,9  | 0,1  | 5,6  | 16,6 | 20,6 | Σ | 195,3 |
|                       |      |      |      |      |      |      |      |      |      |      |      |      |   |       |
| Regentage (d)         | 6,9  | 6,2  | 8,0  | 7,6  | 6,6  | 1,4  | 0,5  | 0,6  | 0,5  | 2,1  | 4,4  | 6,4  | Σ | 51,2  |

| −1,7 |

| −0,1 |

| 3,8 |

| 10,1 |

| 14,4 |

| 20,0 |

| 23,0 |

| 22,4 |

| 18,3 |

| 12,4 |

| 5,4 |

| 0,8 |

| −1,7 |

| −0,1 |

| 3,8 |

| 10,1 |

| 14,4 |

| 20,0 |

| 23,0 |

| 22,4 |

| 18,3 |

| 12,4 |

| 5,4 |

| 0,8 |

| N i e d e r s c h l a g | 34,0 | 23,2 | 43,3 | 28,6 | 19,8 | 2,1 | 0,5 | 0,9 | 0,1 | 5,6 | 16,6 | 20,6 |
|                         | Jan  | Feb  | Mär  | Apr  | Mai  | Jun | Jul | Aug | Sep | Okt | Nov  | Dez  |